# Culex pipiens
La zanzara comune (Culex pipiens Linnaeus, 1758) è un complesso di specie del genere Culex originario dell'Europa noto come un parassita negli ambienti urbani.

## Storia
Dall'inizio del XX secolo sono state organizzate campagne in molte città europee per controllare la specie.

Anatomia di C. pipiens

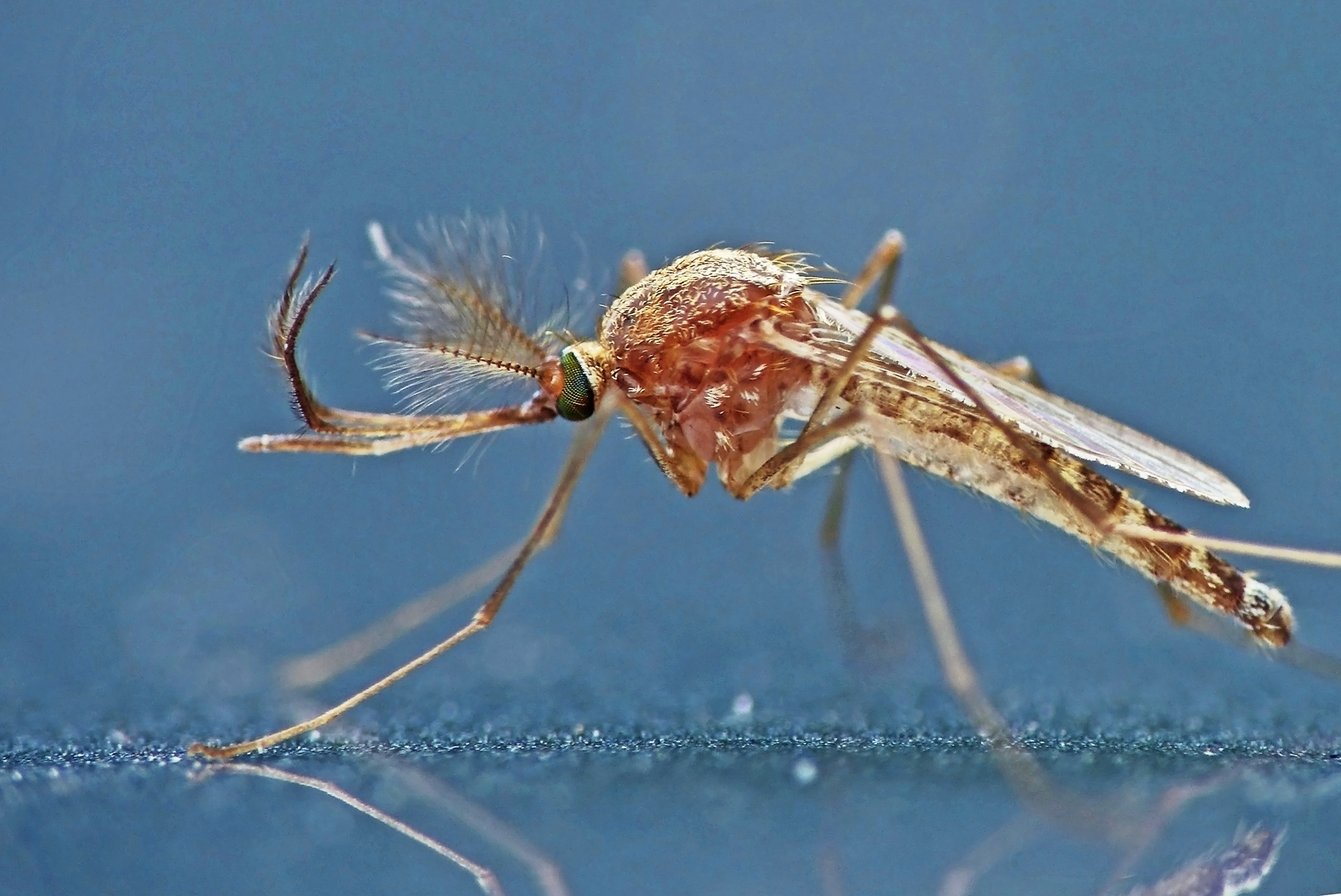
Maschio di C. pipiens

## Descrizione
Cx. pipiens è una zanzara di medie dimensioni (4-10 mm), di colore brunastro, senza alcun motivo specifico evidente. Può essere morfologicamente distinta dalle altre zanzare europee, ad eccezione di quelle del sottogruppo Pipiens, sulla base di una colorazione brunastra del suo corpo, una proboscide con solo squame scure dorsalmente, zampe senza anelli chiari e scuri, un addome con punta arrotondata e segmenti dorsali recanti bande basali giallastre.
Cx. pipiens può essere morfologicamente differenziato con precisione da Cx. torrentium solo esaminando i genitali maschili. Pertanto, solo gli strumenti molecolari consentono alle femmine di queste specie di essere identificate con certezza.
Sono state descritte alcune minuscole caratteristiche per distinguere le forme pipiens e molestus e Cx. quinquefasciatus, ma nessuna di queste è facile da giudicare e la presenza di ibridi complica il quadro. Tipici esemplari di Cx. quinquefasciatus mostrano bande basali addominali a forma di mezza luna, mentre in Cx. pipiens sono più regolari, più sottili e spesso ridotte e collegate a chiazze laterali più grandi. Anche in questo caso, solo gli strumenti molecolari possono garantire un'accurata identificazione delle specie e degli ibridi.
Altre specie europee di Culex potrebbero essere confuse con Cx. pipiens poiché hanno anche bande addominali basali regolari: Cx. perexiguus e Cx. univittatus per i quali le bande addominali sono formate da squame bianche mentre in Cx. pipiens sono giallastre, e Cx. laticinctus, che presenta una fascia addominale più grande in grado di coprire da 1/2 a 2/3 del segmento, mentre la stessa banda copre meno di 1/2 del segmento per Cx. pipiens.

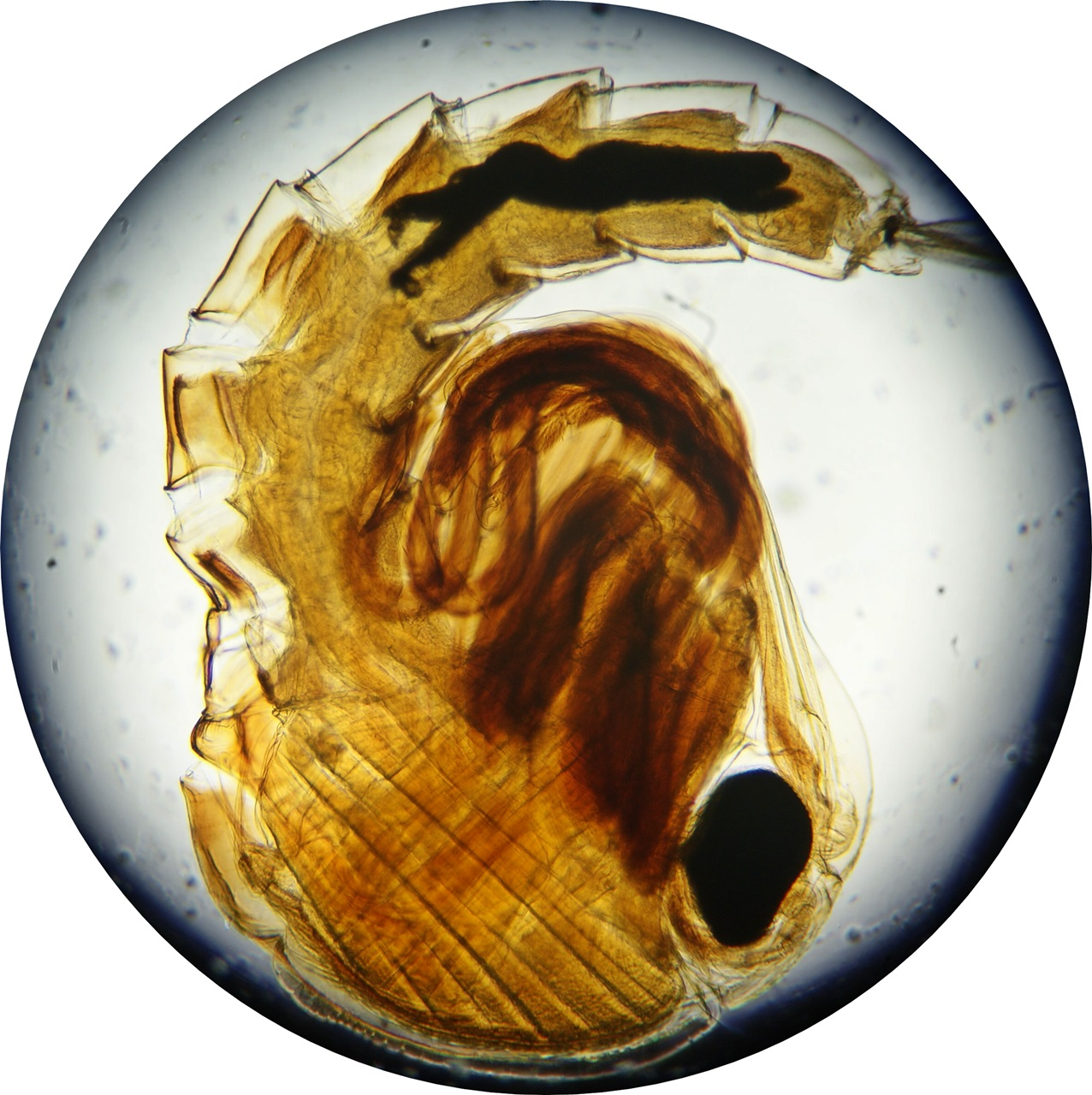
Uovo di C. pipiens

## Biologia
La specie mostra un'elevata plasticità ecologica, che fornisce un quadro complesso in termini di comportamento trofico e capacità vettoriali. Le popolazioni di Cx. pipiens mostrano una plasticità pronunciata e disparità nella loro morfologia ed etologia, il che ha portato a descrizioni diverse sotto nomi di specie specifici che ora sono tutti considerati sinonimi minori di Cx. pipiens.
Solo le femmine accoppiate svernano in rifugi privi di gelo profondo, come cantine, grotte, bunker o tane di terra.
Gli adulti non si disperdono lontano dal loro sito di riproduzione - di solito meno di 500 metri. Ci sono differenze tra le forme classiche pipiens e molestus. Le femmine dei pipiens sono ornitofile, esofaghe ed esofile. Hanno bisogno di un pasto di sangue per deporre il loro primo lotto di uova (cioè anautogene) e hanno una diapausa invernale obbligatoria nella fase adulta. Le larve si trovano principalmente in acque limpide. La forma molestus è caratterizzata da femmine che mordono principalmente esseri umani e altri mammiferi, all'interno (cioè endofagiche) o all'esterno, spesso riposano all'interno (cioè endofili), essendo in grado di deporre una prima partita di uova (circa 40 uova solo) senza prendere un pasto di sangue (cioè autogeno) e senza avere una diapausa obbligatoria. Le larve si trovano principalmente in acque contenenti elevate quantità di materia organica, generalmente ma non sempre sotterranee (ad esempio in sistemi fognari e metropolitani, cantine allagate, pozzi, bacini di cattura e bacini di acque reflue).
I predatori naturali della specie sono: il merlo e il pipistrello pigmeo.

### Alimentazione
Le femmine di Cx. pipiens mordono tutti i vertebrati a sangue caldo di notte, all'interno o all'esterno e riposano all'interno per la digestione del sangue.

### Riproduzione

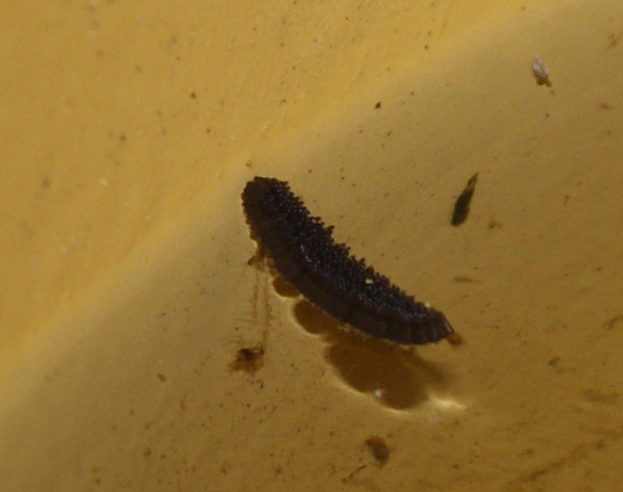
Barchetta di uova di C. pipiens

Le femmine depongono le uova su superfici d'acqua in lotti come zattere contenenti circa 200 uova spesso circondate da una sostanza repellente per le formiche che le protegge dalla predazione.
Queste uova non sono dormienti e le larve si schiudono rapidamente non appena lo sviluppo embrionale è completo. La durata dello sviluppo dipende dalla temperatura. Così le uova si schiudono dopo un solo giorno a 30°C, dopo tre giorni a 20 °C, dieci giorni a 10 °C e al di sotto di 7 °C, lo sviluppo embrionale non può essere completato. La specie può completare diverse generazioni all'anno a seconda delle condizioni climatiche.
Le larve si sviluppano in adulti nel giro di poche settimane, a seconda della temperatura (6-7 giorni a 30 °C, 21-24 giorni a 15 °C). Le larve si possono trovare da metà primavera fino alle prime gelate, e la specie è abbondante in estate e in autunno. La riattivazione delle femmine in diapausa/svernamento avviene in primavera quando la temperatura e il fotoperiodo aumentano.
Possono riprodursi in acque limpide ma anche in acque inquinate da materia organica e possono persino tollerare una piccola quantità di salinità, ad esempio paludi costiere o piscine rocciose. La morfologia delle larve è condizionata dall'ambiente in cui queste si sviluppano: larve che si sviluppano in acque inquinate tendono a presentare una proboscide più corta

## Tassonomia
È una specie politipica che è membro di un complesso di specie (o assemblaggio) e ha una specie sorella. L'assemblaggio di Pipiens è costituito da Cx. pipiens, Cx. quinquefasciatus e Cx. australicus; l'introgressione avviene tra Cx. pipiens e Cx. quinquefasciatus, il cui prodotto in Asia è noto con la denominazione pallens. Il taxon è considerato una specie plastica con due biotipi e i loro ibridi in Europa: la forma pipiens e la forma molestus. Culex torrentium è considerato una specie sorella di Cx. pipiens. L'altra specie strettamente correlata, Cx. globocoxitus, è accoppiata a un livello tassonomico più elevato, ossia il sottogruppo Pipiens.

### Sottospecie
Esistono diverse sottospecie che possono essere distinte solamente attraverso analisi al microscopio dell'apparato riproduttore maschile o analisi biomolecolari. Tra di esse troviamo:
- C. pipiens fatigans (Wiedemann, 1828)
- C. pipiens molestus (Forskal, 1775)
- C. pipiens pallens (Coquillett, 1898)
- C. pipiens pipiens (Linnaeus, 1758)

## Distribuzione e habitat
Cx. pipiens è originario dell'Africa, dell'Asia e dell'Europa, anche se al giorno d'oggi è ampiamente distribuito. Vive nelle regioni temperate di Europa, Asia, Africa, Australia e Nord e Sud America. Si trova in tutti i paesi europei, ad eccezione dell'Islanda e delle Isole Faroe, e in tutti i paesi del Medio Oriente e del Nord Africa. Non ci sono prove di una recente diffusione di Cx. pipiens in nuove aree, ma la sua presenza nelle Americhe, in Asia e in Australia è dovuta alle introduzioni storiche via navi e alla successiva diffusione.
Possono abitare quasi ogni tipo di fonte d'acqua. Le larve di Cx. pipiens si trovano in sorgenti d'acqua temporanee o (semi)permanenti, stagni con vegetazione, risaie, lungo i bordi dei fiumi in zone tranquille, in aree soggette a inondazioni, in pozzanghere e solchi, occasionalmente anche in buche piene d'acqua. Le larve si trovano spesso anche in corpi idrici artificiali, come cantine allagate, cantieri, scarichi stradali e pozzi, barili d'acqua, serbatoi metallici, stagni ornamentali e qualsiasi tipo di contenitore, ad esempio in giardini o cimiteri.
In natura, le femmine sono più abbondanti a livello della chioma che a livello del suolo, dove altre specie di zanzare si verificano più frequentemente.

## Importanza medica
Le popolazioni adulte mostrano infezioni naturali, alcune competenze vettoriali e anche capacità vettoriali significative con diversi agenti patogeni. In particolare, Cx. pipiens sembra essere un importante vettore dei virus del Nilo occidentale (West Nile virus) e dell'Usutu, dei vermi dirofilari del cane e dei parassiti della malaria aviaria. Il Cx. pipiens è anche associato a febbre della Rift Valley, Sindbis virus, Wuchereria bancrofti, virus dell'encefalite giapponese, virus della peste equina africana, Aino virus, virus di Fort Morgan, Guaroa virus, ITV, virus di La Crosse, Las Maloyas virus, Ockelbo virus, Rocio virus, Semliki forest virus, Tahyna virus, Turlock virus, Trivitattus virus, Tyuleniy virus, virus dell'encefalite equina venezuelana.

### Virus del Nilo Occidentale (WNV)
Le femmine di Cx. pipiens sono state spesso trovate infette da WNV in natura. In Europa, questo è stato il caso della Repubblica Ceca, Portogallo, Romania e Russia, in Spagna, e più recentemente in Croazia, Grecia, Italia e Serbia. Esperimenti di laboratorio hanno dimostrato che le popolazioni europee di Cx. pipiens, forma pipiens e forma molestus, sono entrambi sensibili all'infezione da WNV e in grado di trasmissione, con il livello a seconda del lignaggio del virus. Svolge un ruolo come vettore amplificatore nel ciclo enzootico (dagli uccelli agli uccelli), come vettore ponte nel ciclo epizootico (dagli uccelli ai mammiferi) e come serbatoio.
Tuttavia, per chiarire il ruolo di Cx. pipiens nel mantenimento e nella trasmissione del WNV è necessario comprendere la bionomica delle diverse forme, delle sue popolazioni e degli ibridi, che potrebbero svolgere tutti ruoli particolari. In effetti, la Cx. pipiens forma pipiens, che si nutre principalmente di uccelli, probabilmente svolge un ruolo importante nel ciclo enzootico, mentre la forma molestus e gli ibridi che si nutrono sia di uccelli che di mammiferi hanno maggiori probabilità di svolgere il ruolo di vettore ponte nel ciclo epizootico.

### Virus dell'Usutu (USUV)
Le zanzare Cx. pipiens sono state spesso trovate naturalmente infette da USUV durante i recenti focolai in Europa e le infezioni sperimentali hanno dimostrato competenza vettoriale di entrambe le forme pipiens e molestus. Un'altra somiglianza con il virus WNV è rappresentata dalle preferenze e dall’abbondanza di ospiti della specie nelle zone di focolaio e dall’elevata frequenza di infezioni naturali rispetto ad altre specie, suggerendo che la specie svolge un ruolo importante come vettore di USUV nelle regioni temperate.

### Virus della febbre della Rift Valley (RVFV)
Queste zanzare sono state trovate infette in natura in Egitto. La competenza vettoriale è stata dimostrata a livelli da moderati ad alti.

### Virus dell'encefalite giapponese (JEV)
In Cina è stata osservata un'infezione naturale da JEV di Cx. pipiens x quinquefasciatus (forma nominale pallens) e Cx. pipiens form molestus è considerato un vettore moderatamente competente, sulla base di un'infezione di laboratorio.

### Virus di Sindbis (SINV)
A causa della significativa capacità del virus di infettare e diffondere la zanzara, delle infezioni naturali osservate sul campo e dell’abbondanza e del comportamento pungente degli adulti, Cx. pipiens è considerato un vettore moderatamente efficiente di SINV. Tuttavia, la sua specie sorella Cx. torrentium può svolgere un ruolo più importante nel ciclo enzootico.

### Virus di Tahyna (TAHV)
Femmine di Cx. pipiens sono state trovate infette da TAHV in natura in Romania ed esperimenti di laboratorio hanno dimostrato una certa competenza vettoriale.

### Vermi dirofilari
Vi è una crescente evidenza che Cx. pipiens è un importante vettore nell'emisfero settentrionale.

## Misure di controllo
La gestione vettoriale è spesso l'opzione primaria per prevenire e controllare le epidemie di malattie come l'infezione da virus del Nilo occidentale. Tuttavia, la sua attuazione è complessa e deve essere sostenuta da sistemi integrati di sorveglianza multidisciplinare, ossia sistemi che rilevano sia la presenza/attività del vettore che l'introduzione/circolazione dell'agente patogeno, ed essere organizzata nel quadro della valutazione del rischio e di piani di risposta predefiniti. L'impatto di un programma di controllo dei vettori dipende da molteplici fattori e l'individuazione della migliore combinazione di misure e metodi di controllo dei vettori non è quindi sempre semplice.
La soppressione delle popolazioni di Cx. pipiens può basarsi su misure di gestione ambientale, trattamento dei siti di riproduzione larvale e/o trattamento delle popolazioni adulte durante un focolaio. Le misure di gestione ambientale comprendono la gestione delle acque reflue, la pulizia delle cantine allagate e degli spazi di ventilazione e la rimozione dei contenitori per l'acqua fabbricati dall'uomo. Le popolazioni di zanzare possono essere soppresse applicando bioinsetticidi contro le larve per evitare l'emergere degli adulti dai siti di riproduzione che non possono essere eliminati.
Le misure di protezione individuale possono essere efficaci nel ridurre il rischio di punture di zanzara. Per quanto riguarda Cx. pipiens, ciò include specificamente l'uso di zanzariere da letto, preferibilmente reti trattate con insetticidi, il sonno o il riposo in stanze schermate o climatizzate e l'uso di repellenti per zanzare conformemente alle istruzioni indicate sull'etichetta del prodotto durante la notte all'aperto.